# Numa Sadoul

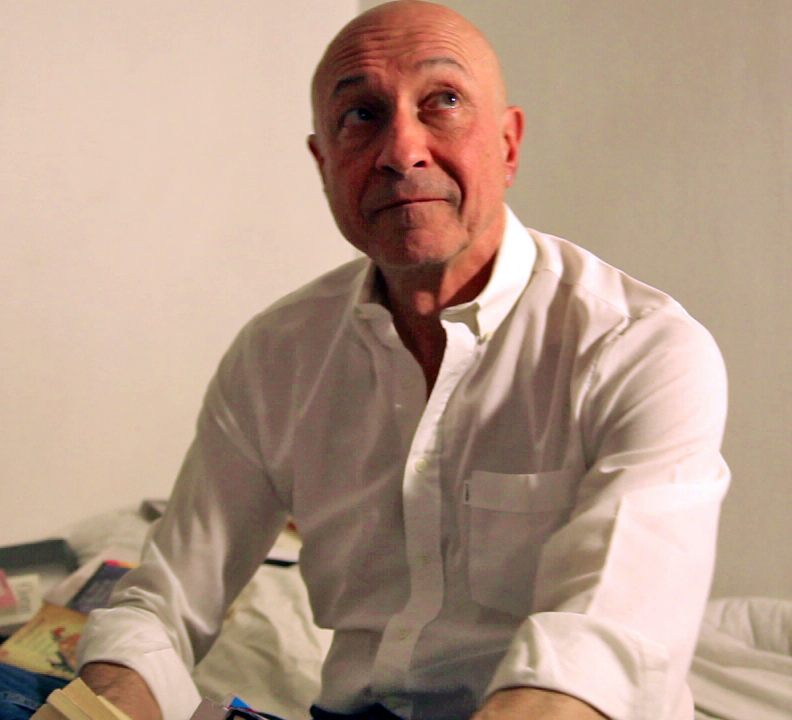
Numa Sadoul

Numa Sadoul (* 7. Mai 1947 in Brazzaville, Französisch-Äquatorialafrika) ist ein französischer Schauspieler und Schriftsteller.

## Leben
Bevor Sadoul 1966 nach Frankreich an die Côte d’Azur kam, verbrachte er seine Kindheit auf Madagaskar. Dort begann er seine Schauspielkarriere in verschiedenen Theatern. Sadoul wurde vor allem durch seine Interviews mit verschiedenen französischen und belgischen Comiczeichnern bekannt. Zwei Beispiele sind Hergé und André Franquin. Diese Leidenschaft zum Comic fand er 1971 auf der Universität von Nizza.
Seit Anfang der 1970er hat Sadoul viele Schauspielrollen und führt Regie bei vielen Opern.

## Publikationen (Auswahl)

### Romane
- 1987: Une soirée gagnée bei Fondation Royaumont
- 1990: Carnaval des vampires (mit dem Pseudonym Frank Henry) bei Éditions Vaugirard
- 1995: La Chatte de la vieille dame bei Ciel Éther

### Interviews
- 1975: TinTin et moi. Entretiens avec Hergé, bei Casterman
- 1986: Das große André Franquin-Buch bei Carlsen Verlag (frz. Et Franquin créa la gaffe bei Casterman)
- 1991: Entretiens avec Mœbius bei Casterman
- 2001: Astérix et compagnie. Entretiens avec Uderzo bei Hachette Livre (heute:  Lagardère Publishing)

## Filmografie
- 1983: Le Sablier, court-métrage von Jean-Yves Cousseau
- 2003: Tintin et moi von Anders Østergaard
- 2003: Le Mystère de la chambre jaune von Bruno Podalydès
- 2010: Nuit de veille, court-métrage von Maël Rannou

## Oper
- 1977: Parsifal von Wagner, l'Opéra de Lyon und l'Opéra du Rhin
- 1978: Salome von Strauss, l'Opéra de Lyon
- 1978: La Damnation de Faust von Berlioz (Assistent von L. Erlo), l'Opéra de Lyon und l'Opéra du Rhin
- 1979: Le Fou von Landowski, l'Opéra du Rhin und l'Opéra de Lyon
- 1980: Lohengrin von Wagner, l'Opéra du Nord
- 1983: Turandot von Puccini, l'Opéra de Marseille
- 1983: Eugen Onegin von Tschaikowski, l'Opéra du Nord (Oper von einem französischen TV-Kanal gefilmt)
- 1990: Turandot von Puccini, l'Opéra de Marseille
- 1990: Hänsel und Gretel von Humperdinck, l'Opéra du Rhin
- 1993: L’incoronazione di Poppea von Monteverdi, l'Opéra de Marseille
- 1995: Die Zauberflöte von Mozart, l'Opéra de Nantes
- 2000: Bianca Castafiore Le Récital, Komödie-Oper von N. Sadoul d'après Hergé, l'Opéra National de Bordeaux
- 2000: Ô mon bel inconnu, comédie musicale de Reynaldo Hahn und Sacha Guitry, l'Opéra de Nantes
- 2001: Bianca Castafiore Le Récital, comédie-opéra von N. Sadoul d'après Hergé, l'Opéra National de Bordeaux
- 2002: Madama Butterfly von Puccini, l'Opéra de Marseille
- 2003: Madama Butterfly von Puccini, l'Opéra National de Bordeaux
- 2004: Madama Butterfly von Puccini, l'Opéra de Toulon
- 2005: Madama Butterfly von Puccini, l'Opéra de Metz
- 2007: Madama Butterfly von Puccini, l'Opéra de Marseille
- 2007: Orfeo ed Euridice von Gluck, l'Opéra de Toulon
- 2009: Don Giovanni von Mozart, l'Opéra de Metz
- 2011: Madama Butterfly von Puccini, l'Opéra National de Bordeaux
- 2012: Madame Butterfly von Puccini, l'Opéra de Toulon
- 2016: Madame Butterfly von Puccini, l'Opéra de Marseille
- 2016: Die Zauberflöte von Mozart, l'Opéra de Nice
- 2019: Die Zauberflöte von Mozart, l'Opéra de Marseille

## Theater
- 1968: Sceaux von J. L. Nenert
- 1995: Antigone von Jean Anouilh
- 1997: Othello von William Shakespeare
- 1999: Montserrat von Emmanuel Roblès
- 2001: Dieu aboie-t-il? von François Boyer
- 2001: Die Zofen von Jean Genet
- 2001: Les Diablogues von Roland Dubillard
- 2002: Adressat unbekannt von Kressmann Taylor
- 2003: Drôle de Faust von Gregorian
- 2003: Prévert en scènes
- 2004: Éloge de l'absent von Israël Horovitz
- 2004: Silk d'après Baricco
- 2004: Peter und der Wolf d'après Prokofjew
- 2005: Le Cirque volant des Monty Python
- 2006: Une page à part von Martine Pujol
- 2006: Dinner für Spinner (1998) von Francis Veber
- 2008: Le Voyageur sans bagage von Jean Anouilh
- 2010: Épisode de la vie d'un auteur von Jean Anouilh
- 2012: Un Air de famille von Agnès Jaoui und Jean-Pierre Bacri
- 2014–2015: Ondine von Jean Giraudoux
- 2017: Salomé von Oscar Wilde
- 2019: Le Legs von Pierre Marivaux